# Casa Iglésies Òdena
La Casa Iglésies Òdena és un monument protegit com a bé cultural d'interès local del municipi de Reus (Baix Camp).

## Descripció
És un edifici de planta baixa i tres pisos que es troba al carrer de Jesús format per tres escales de veïns, que gràcies al tractament unitari de la façana dona la impressió que es tracta d'un únic edifici molt ample. Actualment, dos dels accessos a la casa són locals comercials.
Té una façana totalment simètrica, segons nou eixos verticals, sense introduir cap jerarquia, que en canvi existeix en alçada: la llosa dels balcons és comuna amb tres eixos al primer pis, individual, rectangular i amb menys volada al segon, i al tercer pis és corbada. La planta principal presenta una certa diferenciació, amb l'ús de tres balcons correguts que es reparteixen les nou obertures de la façana.

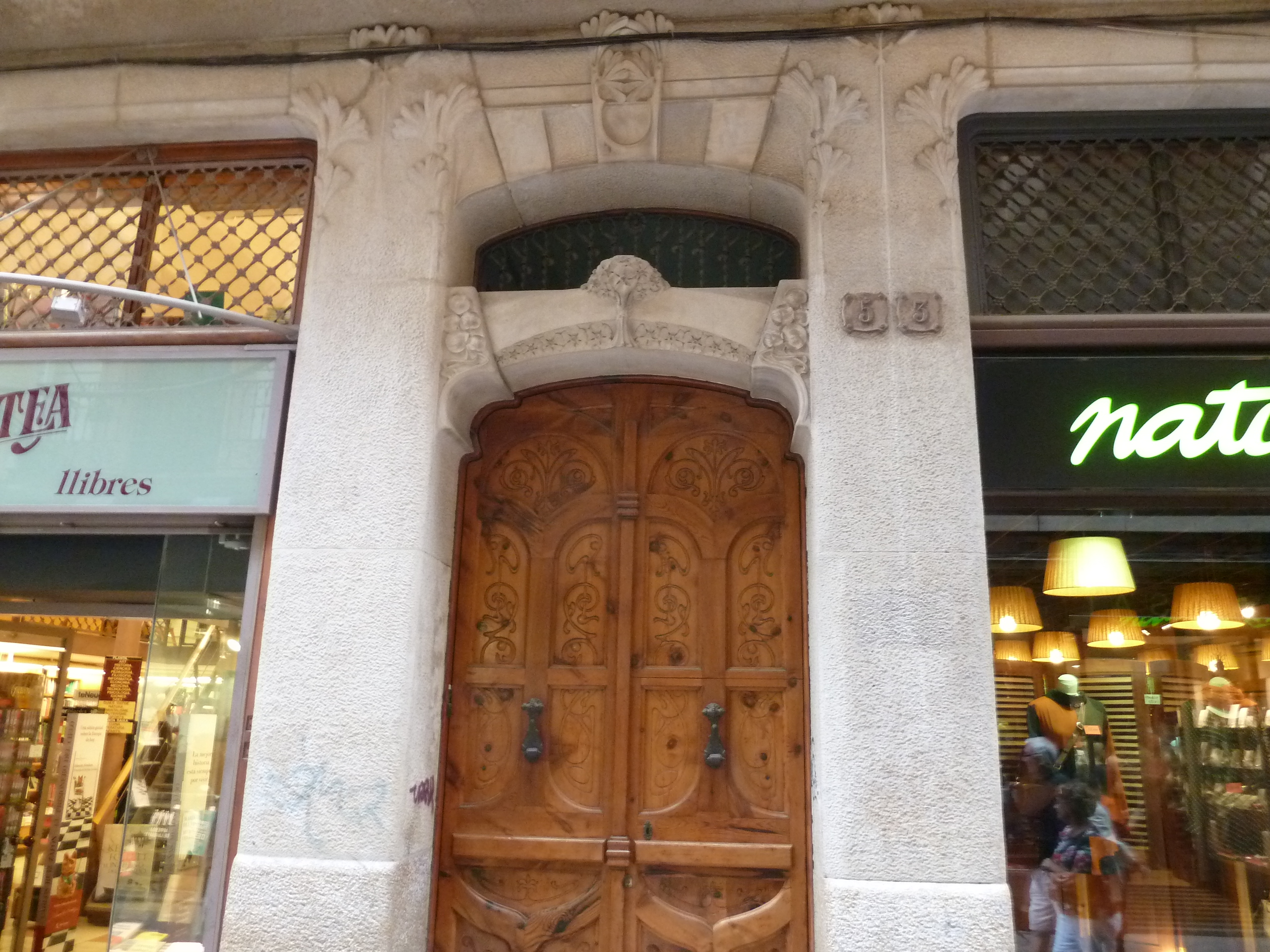
detall porta

La façana està construïda tota ella de pedra natural amb diferents decoracions a la part inferior dels pilars i amb un tractament unitari. És recoberta amb un estuc imitant un aparell encoixinat, a excepció de la planta baixa, construïda amb pedra amb tractaments de gust modernista, on hi trobem els detalls escultòrics més acurats. La coberta és plana.
El seu interès està en la claredat de la composició i distribució i en la incorporació de bona part dels elements modernistes en la façana i interiors, dintre d'un esquema totalment simètric.
Les portes de fusta d'accés als habitatges, els elements vegetals als dentells, els ferros forjats dels balcons i els fanals són detalls ornamentals del més pur estil modernista.

## Història
El 1908 Josep Iglesias Ódena va fer construir un edifici d'habitatges com a residència dels tècnics superiors del Vapor Vell, una fàbrica de filatures de cotó que pertanyia a la família. La casa, d'estètica modernista, va ser projectada per l'arquitecte Pere Caselles. Uns anys abans, Josep Iglesias, junt amb el seu germà, havien encarregat, també a Pere Caselles, la Casa Punyed, al carrer de Llovera. El propietari morí víctima d'un accident de cotxe, en topar amb un tren, el 17 de setembre de 1914
La casa forma part de la Ruta del Modernisme de Reus